# 姜镜堂
姜镜堂（1902年—1931年），又名姜兰芳，化名张经圣、张明，湖北省英山县人。中国共产党早期人物。

## 生平
高小毕业后，为生活所追，挖过山、做过窑工，以后又在本地教私塾。1924年12月，考入黄埔军校第三期步科队学习，1925年加入中国共产党，同年12月军校毕业。1926年参加北伐战争，先后任连长、营长等职。北伐军占领武汉后，姜镜堂被党组织派往汉阳兵工厂工作，任中校科员、上校科长等职。1927年在上海从事工人运动，参加上海工人第三次武装起义，任工人纠察队队长，指挥工人纠察队攻下上海警察局。
1927年，国共合作破裂，中共派姜镜堂回到家乡英山县，秘密开展革命活动，并与共产党员肖伯唐、金仁先等一起，第一次组建中共英山县委机关。1928年，他在杨家坊上庵开办了平民夜校，并培养了段威、谢思忠、杨若荣等人加入中国共产党。1929年5月至11月，姜镜堂到六安霍山领导组织农民武装暴动，担任暴动总指挥。六霍暴动去的胜利后，开辟了豫东南和皖西革命根据地。1930年1月20日，六霍暴动产生的三支游击队，成立中国工农红军第十一军红三十三师，徐百川任师长，姜镜堂任政治部主任。红三十三师成立后，在徐百川、姜镜堂的领导下，于2月1日一举攻克霍山县城。1930年4月，他率领工农红军四十三师配合英山农民起义队伍打回英山，扩大皖西根据地，4月7日击溃胡小山团防队伍，首次攻占英山县城。使鄂东北、豫东南、皖西三块苏区连成了一片，从此，鄂豫皖革命根据地初步形成。
1930年5月下旬合编为中国工农红军第一军，红三十三师改编为工农红军第一军第三师，姜镜堂任政治委员。1931年1月，红一军、红十五军会师，合编为红四军，姜镜堂任红四军第十二师政治委员，皖西军委分会主席。1931年10月，在肃反中被诬陷杀害于河南光山白雀园。